# Золотой гребень из кургана Солоха
Золотой гребень из кургана Солоха — гребень скифского происхождения, хранящийся в Эрмитаже. Один из наиболее значительных образцов эллино-скифского искусства. Он считается изготовленным греческим мастером, хорошо знавшим тематику и интересы заказчика — скифской знати. Представляет собой выполненное в трёхчастной форме золотое украшение в виде гребня с 19-ми зубцами и венчающей его батальной композицией в виде трёх сражающихся воинов, один из которых обречён. Исследователи находят аналогии в композиции украшения с ордерами и формами греческих колонн, а также с другими археологическими находками. 
Гребень был обнаружен в 1913 году в скифском захоронении (курган Солоха, или могила Знаменская) на левом берегу Днепра неподалёку от Каменки-Днепровской Запорожской области. Курган был изучен в 1912—1913 годах экспедицией Н. И. Веселовского. Было предложено несколько версий истолкования сюжета композиции украшения. Так, он рассматривался как имеющий реалистический, этнографический или эпический характер, было выдвинуто несколько версий реконструкции сюжета на основе скифской мифологии и истории.

## История открытия

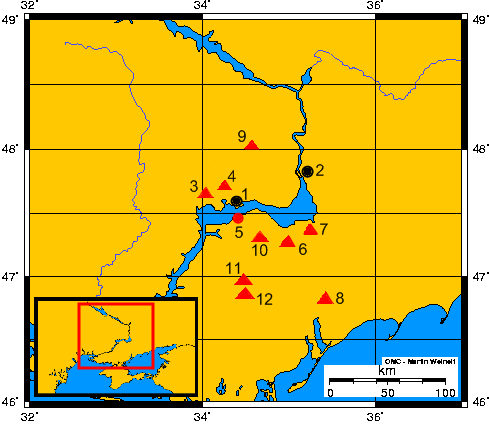
Столица скифов Каменское городище и т. н. скифские «царские» могилы в нижнем течении Днепра
1) Никополь (современный город)
2) Запорожье (современный город)
3) Толстая Могила
4) Чертомлык
5) Каменское городище
6) Солоха
7) Гайманова могила
8) Мелитопольский курган
9) Александропольский курган
10) Великая Цимбалка
11) Козел
12) Огуз

Золотой гребень был обнаружен в 1913 году в скифском захоронении, получившем известность как курган Солоха, или могила Знаменская. Погребение располагалось на левом берегу Днепра неподалёку от города Каменка-Днепровской Запорожской области. Курган был изучен в 1912—1913 годах экспедицией русского археолога, востоковеда Н. И. Веселовского. До раскопок курган представлял собой земляную насыпь высотой 18—19 метров с диаметром около 100 м. Первоначально он имел остроконечную форму верха («острую» по Веселовскому), а по определению С. А. Половцовой коническую. Ко времени раскопок верхняя часть не сохранилась в неприкосновенности, так как была несколько сглажена. В северной части остались следы грабительских ходов. В насыпи находились две усыпальницы. Одна из них, в которой было устроено захоронение знатной женщины, оказалась разграбленной ещё в древности. Вторая, исследованная в 1913 году, где предположительно был захоронен скифский вождь (царь), его оруженосец, слуга, пять коней и конюший оказалась нетронутой. На останках, которые отождествляются с персоной «царя», было найдено пять пластинчатых браслетов: три на правой руке и два на левой. Возле головы (правого плеча) лежал бронзовый шлем и золотой гребень. Его обнаружил А. А. Бобринский, когда его отец и Веселовский отошли отдохнуть в палатку. Он описывал впечатления от своей находки таким образом: 
Я копнул ниже, сделал усилие рукой, что-то блеснуло, и я вынул безо всякого труда громадный парадный золотой гребень скифского царя с девятнадцатью длинными иглами и вылитым из золота украшением, изображающим двух скифов, нападающих с кинжалами на греческого всадника, отбивающегося от них коротким копьём. Другая пронзённая кинжалом лошадь валяется у них в ногах.
Кроме гребня в захоронении вождя были обнаружены такие значительные археологические находки: тяжёлая золотая чаша, семь серебряных сосудов, серебряный горит. Все артефакты атрибутируются как работы греческих мастеров созданные на заказ греческими мастерами для скифской знати, хорошо знавшим тематику и интересы заказчика. Захоронение, гребень и другие находки относят к концу V — началу IV века до н. э. Золотой гребень из кургана Солоха, как и значительное количество извлечённых из скифских курганов предметов роскоши, попал в собрание петербургского Эрмитажа («Гребень с изображением батальной сцены»; инвентарный номер Дн. 1913 1/1).

## Описание

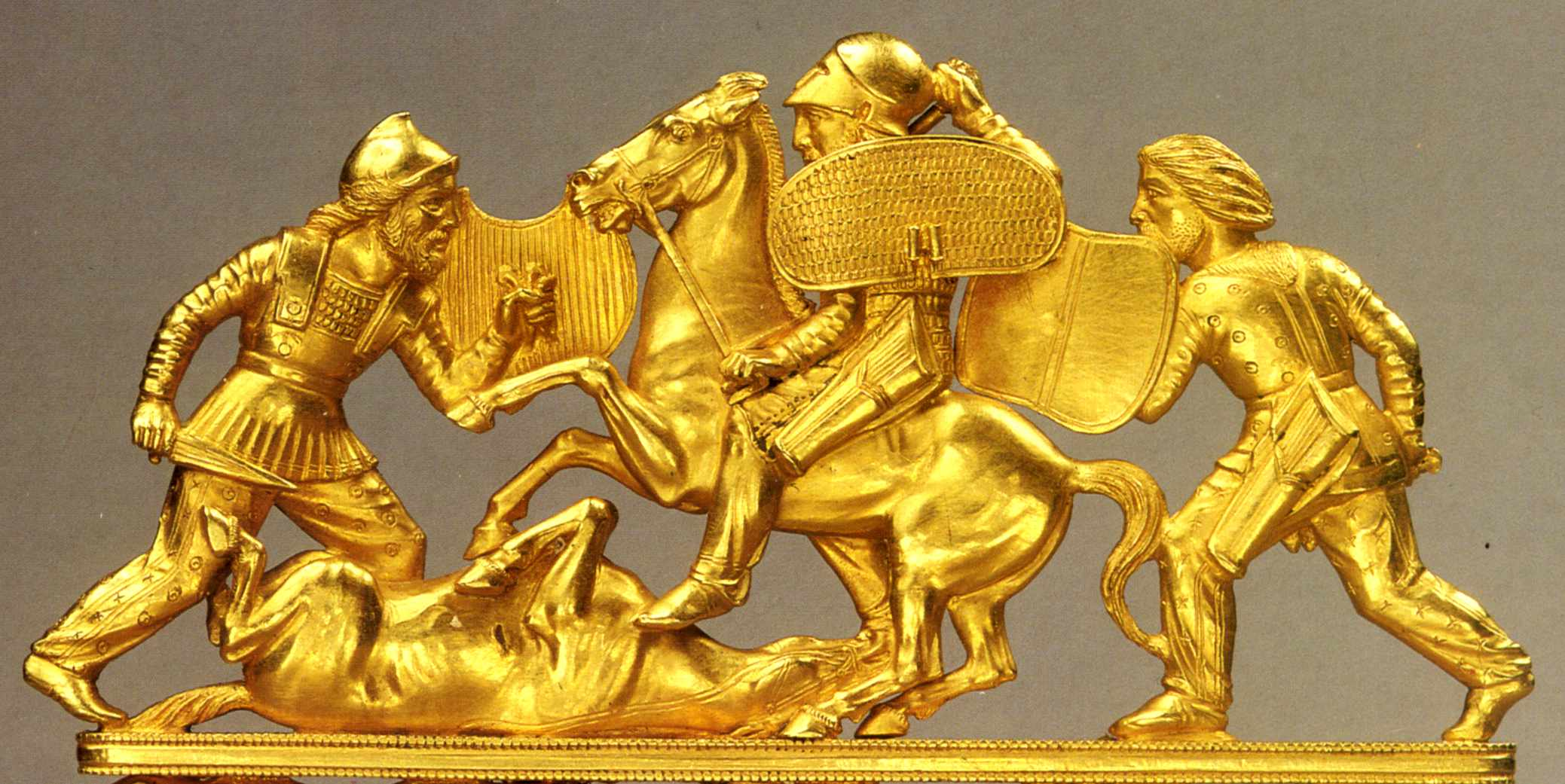
Верх гребня. Сторона Б

Представляет собой золотое украшение весом 294 грамма, выполненное в виде гребня с 19-ю четырёхгранными зубцами, длина которых составляет 6,5 см. Кроме того установлено, что на нём отсутствует два крайних зубца, которые были удалены ещё в древности. Длина артефакта: 12,3 см, ширина 10,3 см, толщина рельефа 0,7 см.
Батальная композиция венчает украшение выполненное в трёхчастной форме; она находится на своеобразном «фризе» в виде пятерых фигурок лежащих львов. В центре групповой сцены находится всадник с копьём, атакующий врага, который в результате ранения и падения своего коня, оказался в крайне невыгодной ситуации. Позади кавалериста находится пеший боец, который стремится ему помочь, направляясь к сражающимся. Исход боя предрешён, так как в соответствии с логикой эпического повествования, потерявший коня и защищающийся боец обречён на гибель. Композиция сохраняет трёхчастное построение. Фигуры боковых воинов симметричные, но детали одежды делают их индивидуальными. Симметрию несколько нарушает и фигура убитого коня, придавая композиции оригинальность и драматизм неожиданным ракурсом.
По наблюдению автора первой научной работы, посвящённой исследованию гребня из кургана Солоха, археолога А. П. Манцевич: «По качеству исполнения гребень уникален, но форма его была широко распространена в Европе начиная с эпохи бронзы». Она приводит ряд аналогов формы, композиции этого образца эллино-скифского искусства и сходных с ним других археологических находок.

## Техника изготовления
Элементы гребня были отлиты в восковых формах, после чего некоторые из них прокованы и спаяны. Предполагается, что фигуры составляющие батальную группу были отлиты отдельно, а затем каждая из них обработана ювелирным инструментом — чеканом. Мелкие детали отделаны при помощи резца и пунсона (орнамент на одежде, волосы и бороды сражающихся, гривы и уздечки коней, а также гривы львов). На следующем этапе создания фигуры при помощи пайки были совмещены и закреплены вместе в общей композиции, к ним припаяны более мелкие детали (снаряжение воинов, упряжь лошадей). Места соединения были обработаны чеканом, затем элементы украшения отполированы.   

## Место изготовления
Предполагается, что наиболее вероятным местом изготовления такого произведения ювелирного искусства могли быть территории, граничащие с землями скифов или фракийцев. Прежде всего, это Боспорское царство, Северное Причерноморье, Фракия, Македония. Последняя локация представляет интерес как из-за близости Македонии к значительным художественным центрам древнегреческой цивилизации, так и с учётом близких контактов со скифами и фракийцами. Манцевич в качестве места изготовления гребня предполагает деревню Амфиполь (современная Центральная Македония), известная в историографии как «сокровищница всего античного мира» (определение И. Папаставру).

## Интерпретации сюжета композиции
Было выдвинуто несколько версий истолкования сюжета представленного на украшении. Так, он рассматривался как имеющий реалистический, этнографический или эпический характер. Предпринимались попытки объяснения сцены боя в духе реконструкции скифской мифологии и истории. Так, в многофигурной композиции усматривали рассказ о династической распре между тремя сыновьями скифского прародителя Таргитая: Колаксаем, Липоксаем и Арпоксаем, о которых сообщает Геродот (История IV 5-7). Другая версия предполагает, что часть кургана Солоха, где был обнаружен гребень, может относиться к погребению скифского царя Октамасада (начало правления 2-я пол. V в. до н. э.), пришедшего к власти в результате династического переворота и последующей казни брата Скила (ок. 465 до н. э. — между 447 и 445 до н. э.). Последний был сыном неназванной по имени гречанки из Истрии и царя Ариапифа, у которого было три сына от трёх разных матерей (Октамасад, Орик и Скил). Последний повзрослев стал эллинофилом, что вызывало противодействие со стороны консервативной части его соплеменников. По сообщению Геродота: «Царствуя над скифами, Скил вовсе не любил образа жизни этого народа». Кроме того историк сообщает: «Царь же не только придерживался эллинских обычаев, но даже совершал жертвоприношения по обрядам эллинов» (История IV 78). Такое поведение послужило поводом к восстанию и бегству Скила во Фракию, к царю Одрисского государства Ситалку (431—424 годы до н. э). Узнав об этом Октамасад выступил с войском на фракийцев, которые встретили его на Истре. Однако битвы не произошло, так как цари договорились между собой: в результате обмена Ситалк получил своего брата, нашедшего убежище у скифов, а Октамасад — своего. Геродот приводит следующие сведения о судьбе Скила (История IV 79-80):
Так как у Октамасада действительно нашёл убежище брат Ситалка, Октамасад принял предложение и выдал Ситалку своего дядю по матери, а взамен получил брата Скила. Ситалк принял своего брата и удалился с войском, а Октамасад велел тут же отрубить голову Скилу. Так крепко скифы держатся своих обычаев и такой суровой каре они подвергают тех, кто заимствует чужие.
Если рассматривать сюжет посредством данной реконструкции, то спешившийся воин это Скил, нападающий Октамасад, а устремившийся на помощь всаднику — Орик. По мнению историка и археолога А. Ю. Алексеева, возможно, что позднее: «после описанных выше реальных событий, когда уже, впрочем, в Скифии вероятно сменилось как минимум целое поколение, вся история, лёгшая в  основу изобразительного произведения, приобрела форму исторического предания, получившего определённый эпический оттенок».